# 滑音管吉他
滑音管吉他（英語：Slide guitar）又譯作幻燈片吉他或滑音棒吉他，是一種特定的吉他彈奏技術，此種技術通常出現在藍調歌曲的音樂中，鄉村音樂、鄉村搖滾和搖滾樂的吉他手有時也會彈奏演出，因為彈奏時的滑音效果加上清楚的顫音，讓歌曲在伴奏進行時，及前奏、間奏及尾奏的獨奏音色富有濃厚的音樂情感。一般的滑音管（或稱為滑音棒）是金屬管或者玻璃管，類似瓶子的瓶頸，穿套在無名指或其他的一隻手指，在吉他指板的音格上滑動，產生和弦高低音快速變換的效果，另一手拿著Pick或戴著指彈撥片彈奏出旋律和節奏，吉他指板上每個音格有如幻燈片在更替，歷史術語稱為“幻燈片吉他”或“滑音管吉他”。

## 起源
從某些類型的幻燈片創作音樂可以追溯到非洲文化中原始的弦樂器，以及夏威夷鋼棒吉他的起源。二十世紀初期或更早，在密西西比河三角洲的藍調吉他手/歌手等音樂家，普遍的運用“滑音管吉他”風格，稱為三角洲藍調，被認為是最早期的藍調，而其中最為知名的音樂家，是艾瑞克·克萊普頓特別推崇的三角洲藍調之王羅伯·強生。幻燈片吉他第一位錄製成唱片是在1923年由西爾維斯特·韋弗所錄製。自從20世紀30年代，表演者就包括羅伯特·李·麥科勒姆，厄爾·胡克，麥金利·摩根菲爾德，和有幻燈片吉他王的埃爾莫爾·詹姆斯，他在羅伯·強生去世的前一年，被羅伯·強生的“幻燈片吉他”音樂所感動而向他學習。而在電子藍調流派中推廣“幻燈片吉他”，並影響後來的幻燈片吉他手，包括有滾石樂團、歐曼兄弟樂團的主音吉他手杜安·奧爾曼和萊・庫德。另外“幻燈片吉他手”的先驅還包括奧斯卡“好友”伍茲，“黑色王牌”特納和弗雷迪·輪盤。

## 歷史
將硬物用於彈撥琴弦的技術可以追溯到由單弦的非洲樂器演奏而來的“ diddley bow ”。“diddley bow”被認為是瓶頸風格的祖先之一。當歐洲的水手在19世紀後期將西班牙吉他引入夏威夷時，夏威夷人將標準調音中的一些弦放鬆以形成和弦 - 這被稱為“鬆弛鍵”吉他，今天被稱為一個開放的調整。 借助“鬆弛鍵”，夏威夷人發現通過沿指板移動一塊金屬片並開始在整圈上演奏樂器，可以輕鬆演奏三首和弦樂曲。在十九世紀末期，一位名叫約瑟夫·凱庫庫的夏威夷人變得精通這種方式，用鋼筋抵抗吉他弦。酒吧被稱為“鋼鐵”，並且是“鋼棒吉他”這個名字的來源。凱庫庫普及了這種方法，一些消息來源聲稱他發起了這項技術。他搬到了美國本土，成為一名雜耍表演者，後來在歐洲演出了好幾年。在二十世紀上半葉，這種所謂的“夏威夷吉他”風格傳播到美國。Sol Ho'opi'i是一位具有影響力的夏威夷吉他手，他於1919年17歲時從夏威夷來到美國本土，作為一艘船駛往舊金山。Hoopii的演奏在20年代後期變得流行，他錄製了“Hula Blues”和“Farewell Blues”等歌曲。根據作者Pete Madsen的說法，Hoopii的演奏會影響來自密西西比州農村的一群玩家。
大多數藍調幻燈片演奏者都來自美國南部，尤其是密西西比河三角洲，他們的音樂很可能來自非洲裔，他們的音樂流傳至非洲裔美國人。最早的三角洲藍調音樂家主要是獨唱歌手吉他手。W.C.Handy在1903年第一次聽到幻燈片吉他時說過，當時藍調演奏者在當地的火車站演出：“當他彈奏時，他用夏威夷吉他手普及的方式在吉他琴弦上按下了一把小刀誰使用鋼筋，效果令人難忘。”藍調歷史學家蓋拉爾·赫茲霍夫指出，坦帕紅是本世紀初受夏威夷吉他手啟發的第一批黑人音樂家之一，他設法使他們的聲音適應藍調。例如，坦帕紅、科科莫·阿諾德、凱西·比爾·韋爾登和奧斯卡伍茲採用了夏威夷模式，用幻燈片播放更長的旋律，而不是像以前那樣播放短暫的和弦。
在二十世紀初，吉他演奏分為兩股：瓶頸式，用傳統的西班牙吉他演奏，平放在身體上; 並採用專門設計或修改的樂器在演奏者的大腿上演奏。瓶頸風格通常與藍調音樂相關聯，並被非洲裔美國藍調藝術家普及。密西西比河三角洲是羅伯·強生，Son House，查理·巴頓和其他藍調先驅的家。第一個已知的瓶頸風格的記錄是在1923年由西爾維斯特·韋弗他錄製了兩首樂器“吉他藍調”和“吉他雜音”。最突出地使用幻燈片的一些藍調藝術家包括羅伯·強生, Charley Patton, Son House, Bukka White, Mississippi Fred McDowell, Kokomo Arnold, Furry Lewis, Big Joe Williams, Tampa Red and Casey Bill Weldon。

## 外部連結
- The Magic and Mystery of Slide Guitar （页面存档备份，存于） – an exhibit curated by the Museum of Making Music（英语：Museum of Making Music） (NAMM Foundation（英语：NAMM Show）) detailing the history and evolution of slide guitar technique

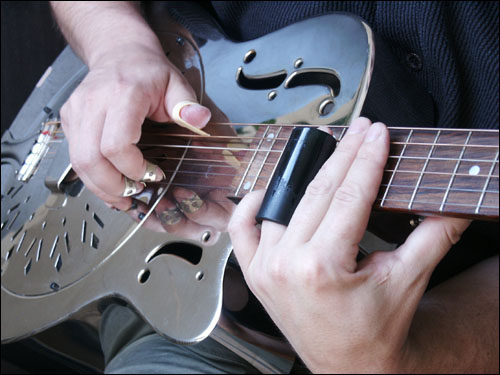
滑音管吉他示範圖:右手戴有多個指彈撥片，左手無名指套上滑音管，彈奏一把金屬製諧振器吉他。

- Open-G tuning, Open-E tuning and Slide guitar （页面存档备份，存于） – an overview of Open-G and Open-E slide